# Karmelské tunely
Karmelské tunely (hebrejsky: מנהרות הכרמל, Minharot ha-Karmel) je silniční spojení dálničního typu v Haifě v Izraeli, zbudované v letech 2007–2010.

## Trasa komunikace

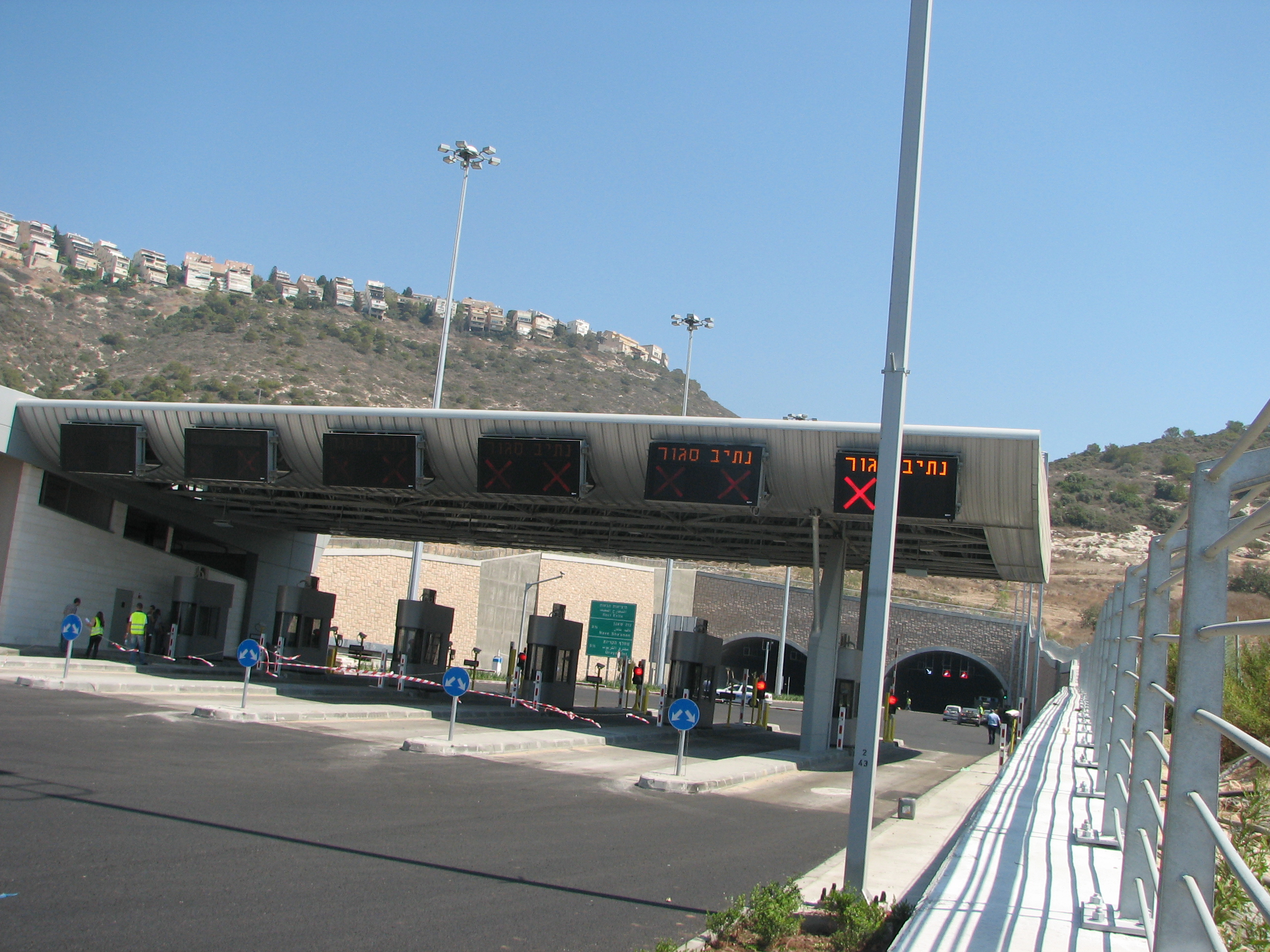
Východní portál tunelů u čtvrti Kfar Samir

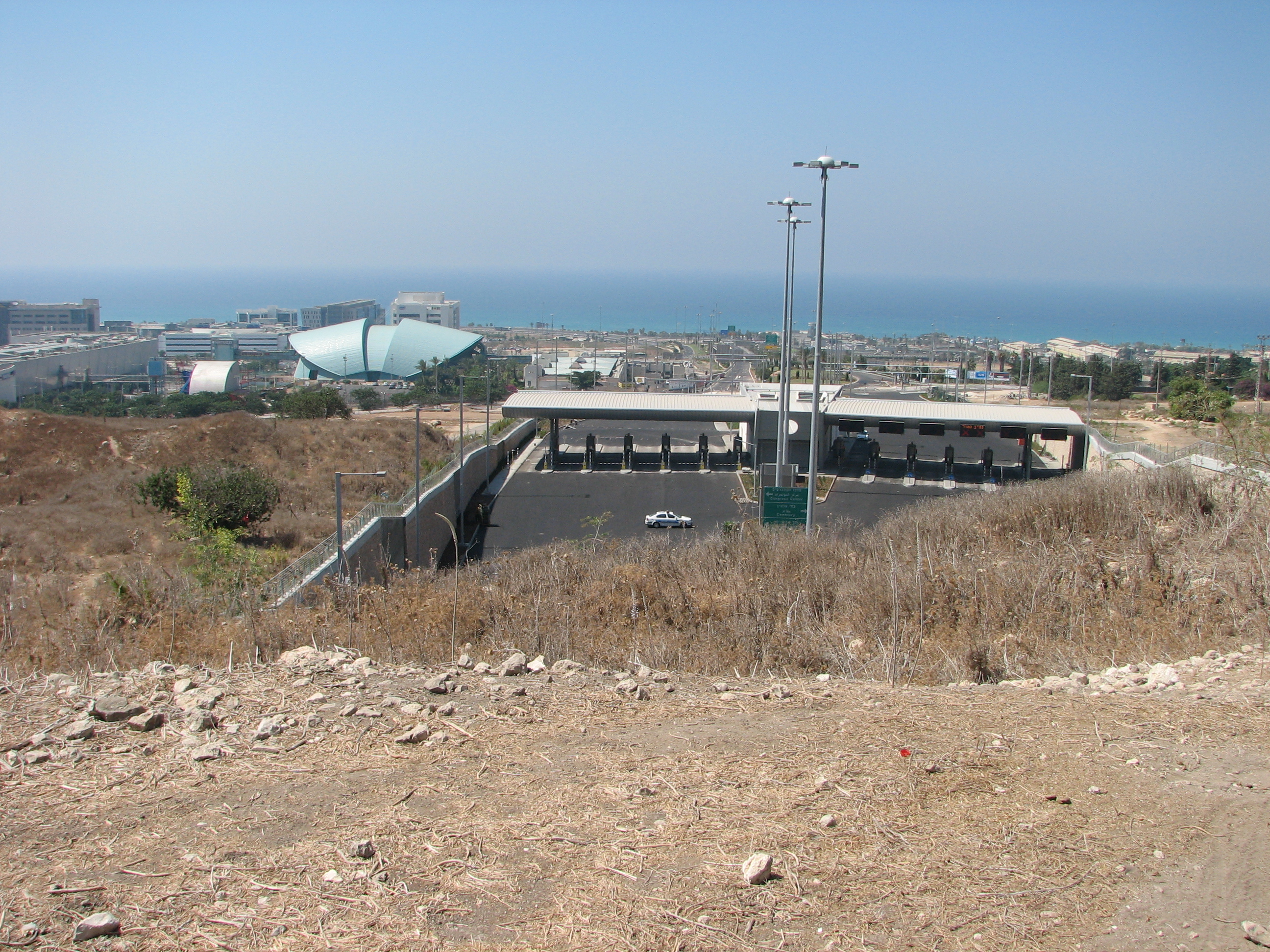
Východní portál tunelů u čtvrti Kfar Samir

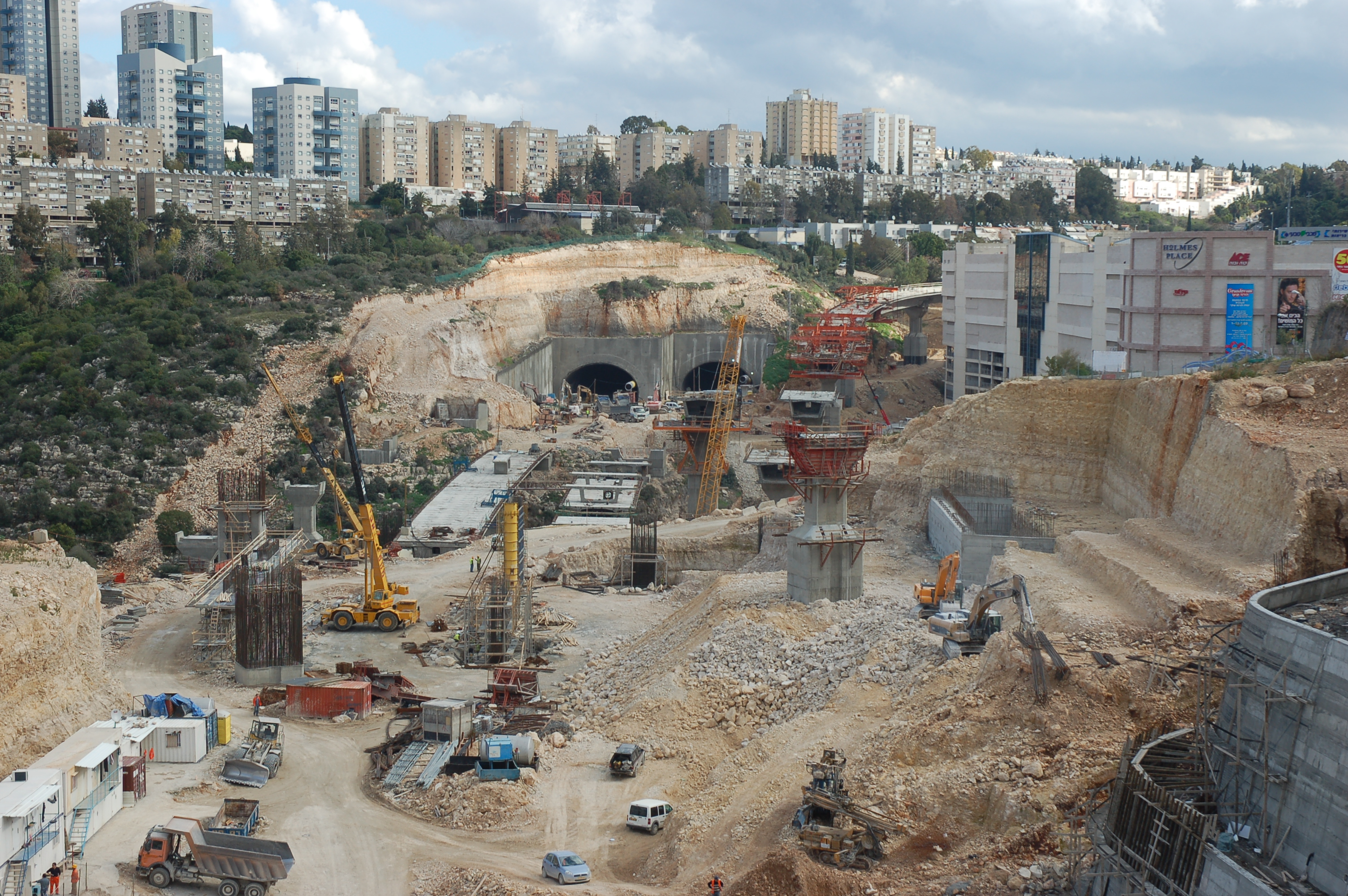
Výstavba křižovatky Rupin v centrální části trasy komunikace

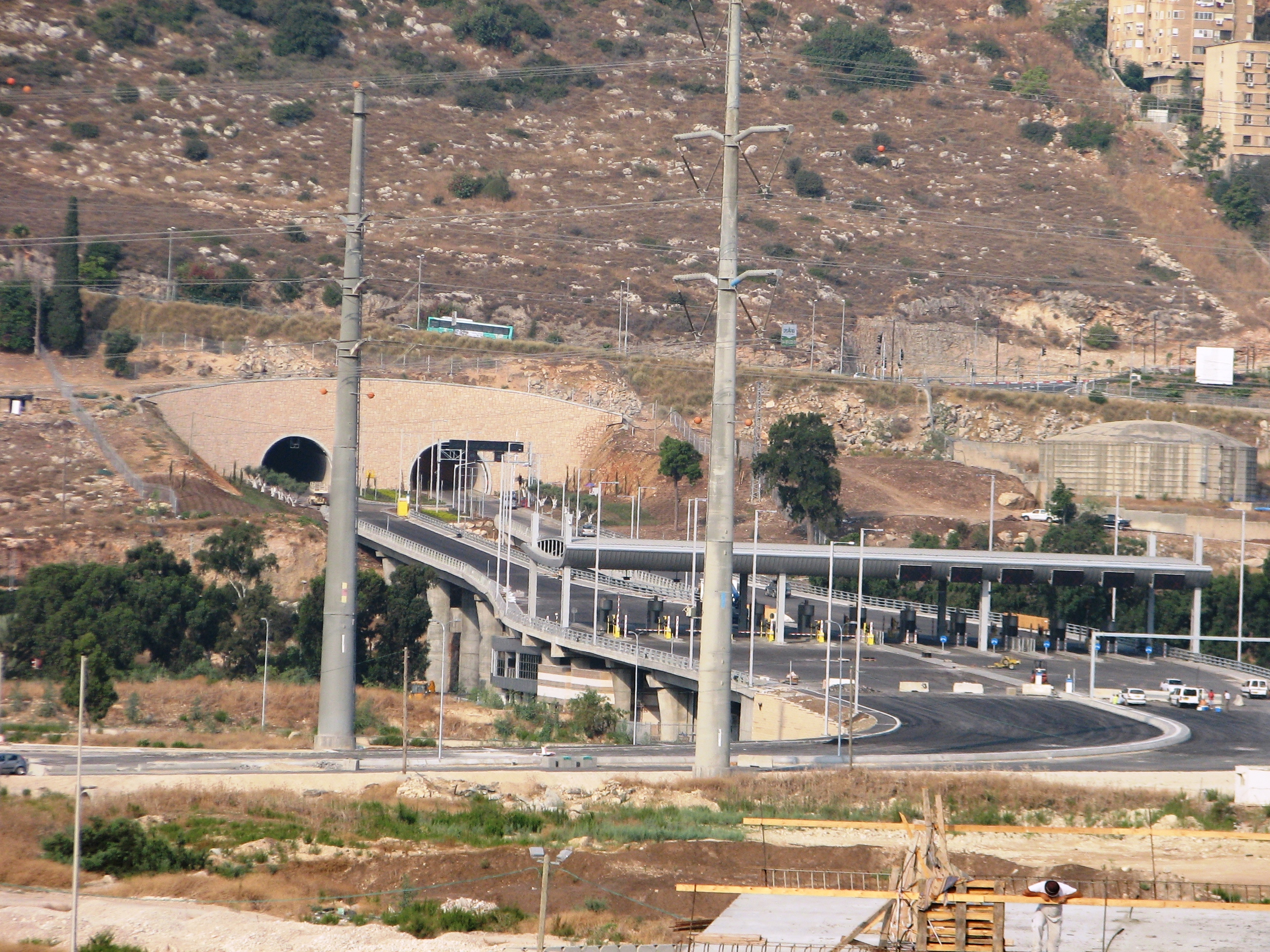
Západní portál tunelů v jihovýchodní Haifě

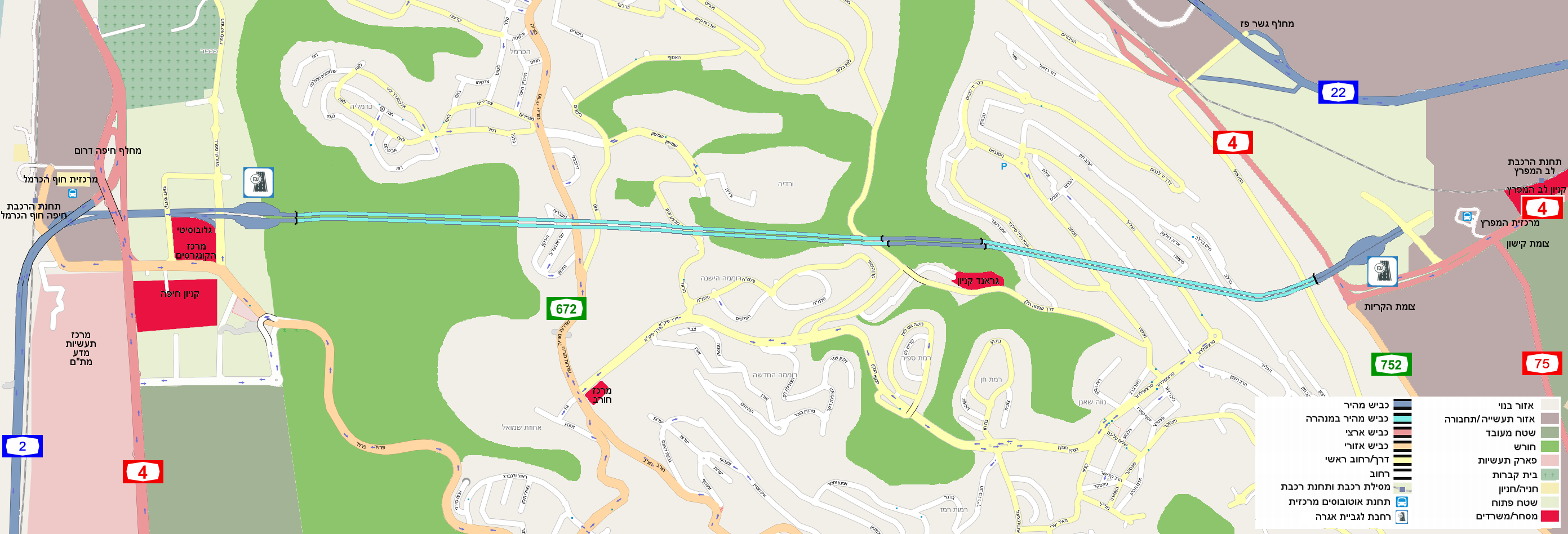
Mapa trasy Karmelských tunelů

Začíná na pobřeží Středozemního moře, ve čtvrti Kfar Samir v jižní Haifě, kde odbočuje z dálnice číslo 2 a dálnice číslo 4 a míří k východu, kde vstupuje do tunelového úseku o délce 3200 metrů, který v hloubce cca 200 metrů podchází masiv hory Karmel. Tunel je pak přerušen v centrální hornaté části Haify křižovatkou Rupin ve čtvrti Neve Ša'anan v údolí Nachal Giborim, která umožňuje spojení do třídy Derech Rupin a rezidenčních oblastí v této části města. Pak následuje další tunelový úsek o délce 1650 metrů, který pak vyúsťuje východním portálem na křižovatce Krajot, kde se opět napojuje na dálnici číslo 4 a umožňuje spojení směrem k severu, do satelitních měst sousedících s Haifou (takzvaná Krajot).

## Dějiny
Poprvé se myšlenka na tunelový průchod skrz masiv Karmelu v Haifě objevila již před 100 lety v osmanském období. Vlastní výstavbě Karmelských tunelů předcházelo cca 10 let právních sporů a plánování. Firma Carmelton získala finance pro výstavbu tunelů již v roce 1999, ale až do roku 2002 se protáhlo vyjasňování právních aspektů a námitek. Dalším problémem byly rostoucí náklady. V roce 2009 se odhadovaly na 1, 25 miliardy šekelů.
Jde o nejdelší tunelový systém v Izraeli a jednu z největších dopravních investic v historii země. Jejím účelem je poskytnout spojení mezi severovýchodní a jižní částí Haify, a návazně i mezi severem jihem státu, bez nutnosti procházet hustě zalidněnou pobřežní částí Haify, v níž stávající dálnice číslo 4 nebyla schopná zajistit plynulost dopravy a neměla skutečně dálniční charakter. Karmelské tunely se tak dají považovat za obchvat Haify a několikakilometrovou přeložku dálnice číslo 4 do nové trasy. Zatímco cesta automobilem mezi severovýchodem a jihem Haify do té doby trvala 30-50 minut, po otevření tunelů mělo jít o jízdu trvající 6-8 minut. Roční ekonomické ztráty pramenící z dopravních zpoždění a kolapsů se přitom v Haifě vyčíslovaly na 2 miliardy šekelů. Podél původní průjezdní trasy mělo po otevření tunelů dojít k poklesu intenzity provozu o 15 %.
Výstavba Karmelských tunelů započala roku 2007. Stavbu prováděla čínská společnost CCECC, která zvítězila ve výběrovém řízení a která si na staveniště dovezla i 550 čínských zaměstnanců. Stavební práce probíhaly 24 hodin denně. Ředitelem stavby byl Chajim Barak, hlavním architektem Walter Wittke z Německa. V lednu 2009 došlo k proražení hrubé stavby tunelů v celé trase a v roce 2010 byly stavební práce ukončeny, pět měsíců v předstihu oproti původnímu harmonogramu. Komunikace je navržena jako placená, na obou koncích jsou prostory pro výběr mýtného, jehož výše byla stanovena na 11,4 šekelů. Dílo bylo budováno pomocí modelu Build-operate-transfer a firma Carmelton tak bude mít pod 35 koncesi na výběr mýtného.
Karmelské tunely byly slavnostně otevřeny 30. listopadu 2010 za účasti izraelského premiéra Benjamina Netanjahu. Pro veřejnou dopravu se otevřely následujícího dne, 1. prosince 2010 ráno.